# De roof van de Sabijnse maagden (Pietro da Cortona)
De roof van de Sabijnse maagden (Italiaans: Ratto delle Sabine) is een schilderij van Pietro da Cortona dat hij rond 1630 maakte. Het maakt deel uit van de collectie van de Capitolijnse Musea in Rome. Het werk wordt beschouwd als een uitstekend voorbeeld van de Romeinse barokke schilderkunst. 

## Voorstelling
Het verhaal van de Sabijnse maagdenroof is een van de mythen rond de oorsprong van Rome. Het is terug te vinden bij Plutarchus en Titus Livius. Pietro da Cortona plaatst het tafereel voor een klassiek decor met een obelisk en aan de rechterkant een tempel met een driehoekige fronton. Deze tempel is gewijd aan Neptunus, de god van de zeeën, oceanen, bronnen en rivieren. Linksboven is een standbeeld van deze god te zien, te herkennen aan zijn attribuut, de drietand. De schilder koos ongetwijfeld voor deze setting, omdat Romulus spelen organiseerde (de consualia) gewijd aan Neptunus om de Sabijnen te lokken, zodat hij tijdens het feest hun vrouwen en dochters kon ontvoeren. De rijke plantengroei heeft dezelfde kleurschakeringen als de architectuur. De stormachtige en turbulente lucht boven het tafereel weerspiegelt het drama dat zich afspeelt. 
De voorgrond wordt ingenomen door drie groepen van twee figuren in theatrale poses. Het paar rechts is geïnspireerd op Pluto en Proserpina van Bernini. Waar Proserpina bij Bernini probeert om haar aanvaller met haar linkerhand weg te jagen, heft de Sabijnse vrouw op Cortona's schilderij in wanhoop en angst beide armen omhoog. De vrouw links kijkt naar een kind aan haar rechterzijde en lijkt in haar lot te berusten. De vrouw in het midden probeert zich als enige van haar Romeinse aanvaller te bevrijden, al straalt haar gebaar weinig kracht uit. 
Pietro da Cortona bereikt met dit schilderij vol beweging zijn stilistische volwassenheid. De compositie is asymmetrisch en georganiseerd langs diagonale lijnen. Een voorbeeld hiervan is de as tussen de twee vrouwen van de koppels rechts die wordt versterkt door hun blikken. De kronkelige lijnen waarmee de lichamen van de vrouwen worden weergegeven, zijn een ander kenmerk van Cortona's stijl. Kleuraccenten zoals het blauw van de jurk van een van de vrouwen, doorbreken het uniforme, haast gouden palet dat ontleend is aan de Venetiaanse schilderkunst.

## Herkomst
Kardinaal Sacchetti, afkomstig uit een rijke Florentijnse bankiersfamilie, had opdracht gegeven voor dit schilderij. Hij wilde de oudheid van zijn familie, die zich onlangs in Rome had gevestigd, onderstrepen. 

## Afbeelding

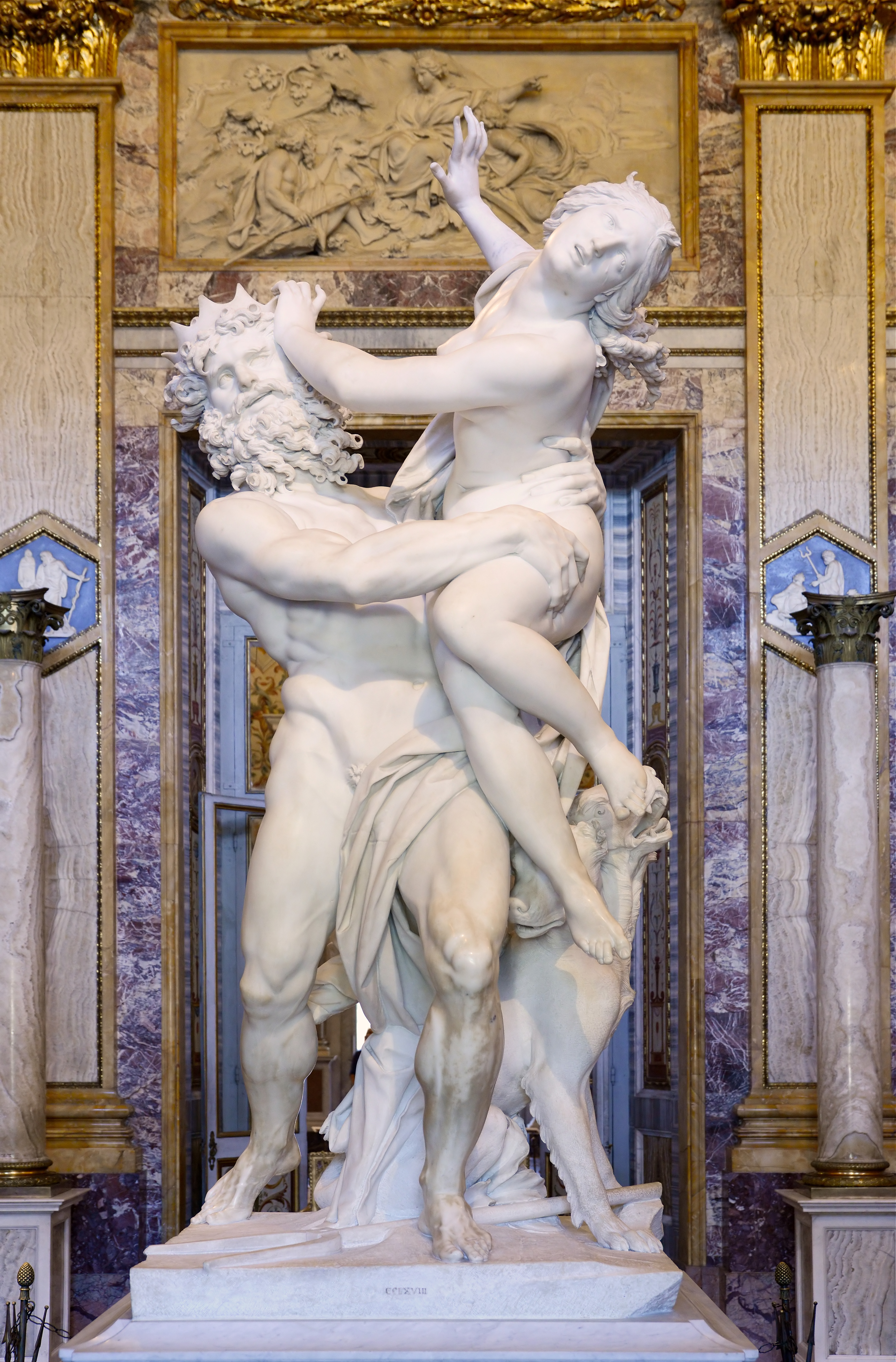
Pluto en Proserpina - Gian Lorenzo Bernini